# Hideous Kinky (film)
Hideous Kinky je britský film z roku 1998, natočený podle stejnojmenné novely Esther Freudové. Režii měl Gillies MacKinnon. Hlavní roli ztvárnila Kate Winsletová. Snímek pojednává o mladé matce, která se svými dvěma dcerami přesídlí z Londýna do Maroka a je konfrontována s jinou kulturou a jinými hodnotami.